# سيات توليدو III

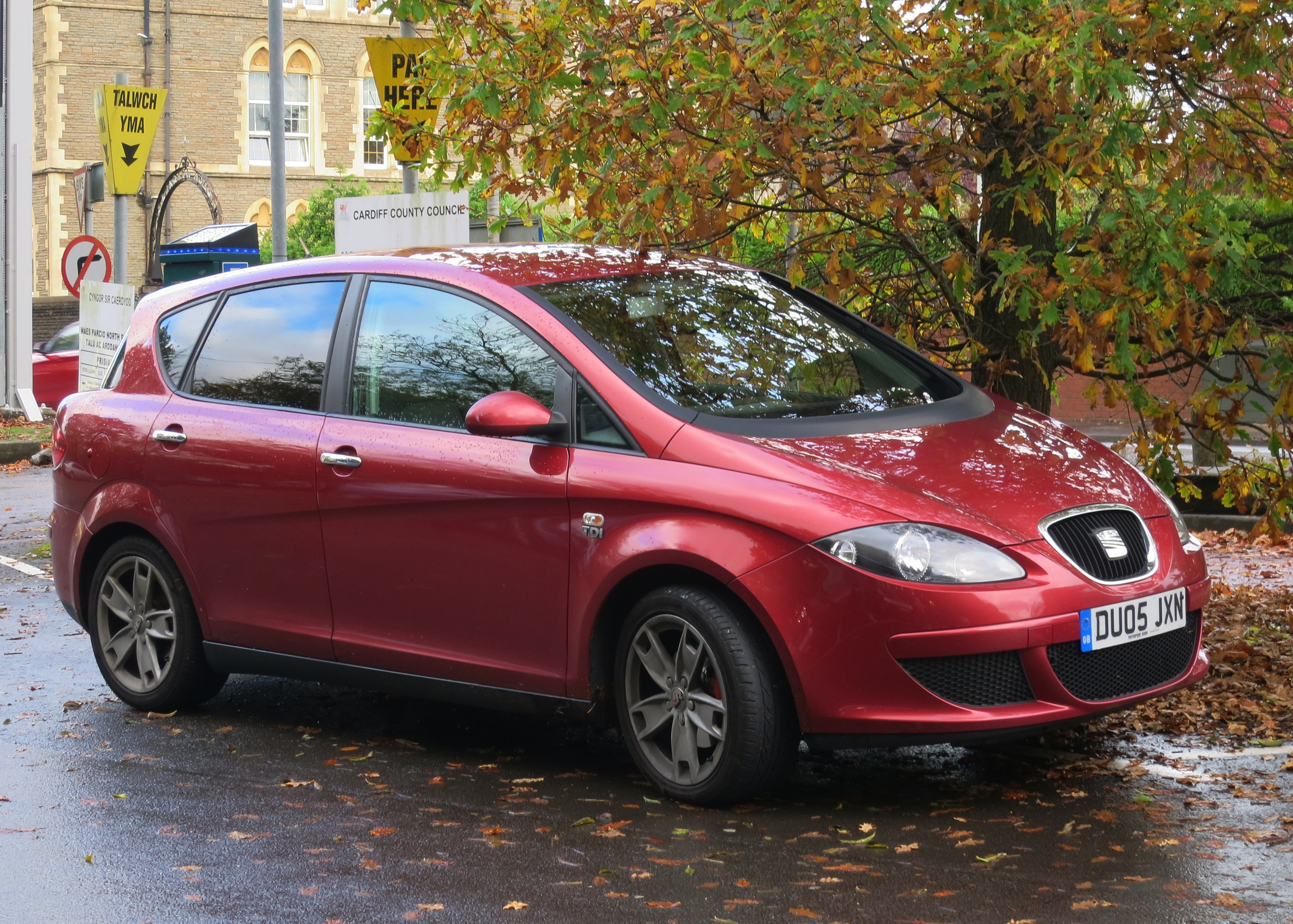

سيات توليدو III هي سيارة عائلية للمجموعة الدولية سيات، وقد بدأ إنتاجها سنة 2005 وانتهى في 2009.